# Маразлиевская улица
Маразлиевская улица — улица в исторической части Одессы, от переулка Нахимова до пересечения с Базарной улицей.

## История
Появляется на картах города с 1828 года (Новая улица). Значительное место на улице, по левой стороне Базарной от Канатной до будущей улицы Леонтовича, занимали строения канатной фабрики Мешкова. Позднее на улице Новой появляется Архангело-Михайловский девичий училищный монастырь, 27 октября 1864 года улица получает новое название — Михайловская.
В 1895 году Одесская Городская Дума ходатайствует о переименовании улицы Новой в улицу «Маразли» в увековечение памяти и долголетней общественной деятельности бывшего Городского Головы тайного советника Маразли. 23 ноября 1895 года это ходатайство было удовлетворено.
30 апреля 1920 года улицу переименовывают в честь создателя теории «Научный коммунизм», учёного и философа Фридриха Энгельса. В конце 1920 года на улицу переехала одесская ЧК, заняв участок со всеми фасадными и внутридворовыми зданиями, ограниченный Сабанским переулком (домом инженера Моргулиса) и улицами Маразлиевской и Канатной, и оставалась здесь (в виде своих преемников — ГПУ, НКВД) вплоть до оставления Одессы Красной армией в 1941 году. По занятии города румынами здесь расположились румынская военная комендатура и штаб румынской 10-й пехотной дивизии. 22 октября 1941 года, в здании комендатуры произошёл взрыв радиоуправляемой мины, заложенной туда сапёрами Красной армии ещё до сдачи города советскими войсками. В результате мощного взрыва здание частично обрушилось, под обломками погибло 67 человек, в том числе 16 офицеров, среди которых был румынский комендант города генерал Ион Глогожану.
В период румынской оккупации во время Великой Отечественной войны улица называется Маразлиевской.
Это же название закрепляется за улицей окончательно 20 сентября 1991 года.
На улице строили известные архитекторы, в частности, Д. Мазиров, Л. Л. Влодек, Ю. Дмитренко, В. Прохаска.
В марте 2021 года городское руководство приняло решение о начале работ по реставрации трёх домов-памятников по улице Маразлиевской: № 28, 36, 38.

## Достопримечательности
- д.2 — доходный дом М. Луцкого (1902—1903), архитекторы М. И. Линецкий, С. С. Гальперсон.
- д. 3 — Жилой дом братьев Моторновых (1913, Ф. Э. Кюнер)
- д. 4 — доходный дом М. Озмидова (1899, Ю. М. Дмитренко)
- д. 5 — доходный дом Беликовича (1902, Д. Е. Мазиров)
- д. 7 — Всемирный клуб одесситов[1] (доходный дом Гринчака, 1893, А. О. Бернардацци)
- д. 8 — дом Ф. Гижицкого (Д. В. Тележинский)
- д. 12 — доходный дом Петрококино (1896, А. О. Бернардацци)
- д. 14 (1913, Я. С. Гольденберг)
- д. 18 — дом Менделевича (1880)
- д. 20 — стадион «Черноморец»
- д. 22 — Доходный дом Снитковского[2] (ок. 1880, Ф. В. Гонсиоровский)
- д. 34а — Дворец культуры студентов (на верхней фотографии, построен в году как Крестьянский поземельный банк, Ю. М. Дмитренко)
- д. 36 — дом Петровой, (1901, В.М Кабиольский)
- д. 38 — доходный дом Вассаля (1902—1912, Л. Влодек)
- д. 40/42 — Мореходный колледж технического флота
- д. 54 — доходный дом Крыжановского—Аудерского (1900 г., Л. Л. Влодек).

## Известные жители
Панкеев Константин Матвеевич, Панкеев Сергей Константинович (д. 20, собственный дом).
Писатель А. И. Куприн (д. 2, 1910—1911, мемориальная доска)

## В литературе
Улице Маразлиевской посвящена повесть  Рафаэля Гругмана, «ОДЕССА. МАРАЗЛИЕВСКАЯ, 5» в книге «БОРЯ, ВЫЙДИ С МОРЯ». Первое издание – Одесса, 1995, второе издание «БОРЯ, ВЫЙДИ С МОРЯ-2. ОДЕССКИЕ РАССКАЗЫ». – Москва, 2019.